# Laidel Chapelli
Laidel Chapelli Jiménez (Camagüey, 14 novembre 1971) è un ex giocatore di baseball e allenatore di baseball cubano naturalizzato italiano.
Ha un fratello gemello, Loidel, anch'egli giocatore di baseball.

## Carriera

### Club
Dopo aver giocato 10 serie nazionali cubane con il Camagüey, nel 2004 è approdato in Italia, paese di sua moglie. Nonostante il matrimonio, le prime stagioni le ha disputate con lo status di straniero, in attesa di espletare le formalità burocratiche relative alla cittadinanza. Anche in funzione di ciò, Parma lo ha girato per due anni a Castelfranco in Serie B.
Tra il 2007 e il 2009 gioca altre due stagioni con il club parmigiano, intervallate da una parentesi a Padova, città di origine della moglie. Nei due anni seguenti Chapelli è in forza al Rimini Baseball, poi nel 2012 si trasferisce al San Marino dove vince lo scudetto.
Dal 2013 al 2016 gioca a Padova, disputando una stagione in Serie A Federale e le successive tre in Italian Baseball League.
Nel febbraio 2017 entra nello staff dei vicentini del Palladio Baseball, squadra di serie B, in qualità di direttore tecnico. A partire dalla stagione 2018 inizia a ricoprire il ruolo di manager dei Dragons di Castelfranco Veneto.

### Nazionale
Il suo debutto nella Nazionale italiana risale al 23 agosto 2007, quando a Chieti ha esordito proprio contro il suo paese di origine, Cuba. Ha disputato il campionato mondiale di baseball 2007, il campionato europeo di baseball 2010 vinto dall'Italia, e il campionato mondiale di baseball 2011.
Ha al suo attivo 47 presenze nella nazionale italiana.